# Kirsten Wall
Kirsten Wall (Milton, 27 de novembro de 1975) é uma jogadora de curling do Canadá. Integrou a equipe vencedora da medalha de ouro dos Jogos Olímpicos de Sochi 2014.